# SHL
Ne doit pas être confondu avec la SHL, le championnat de Suède de hockey sur glace.

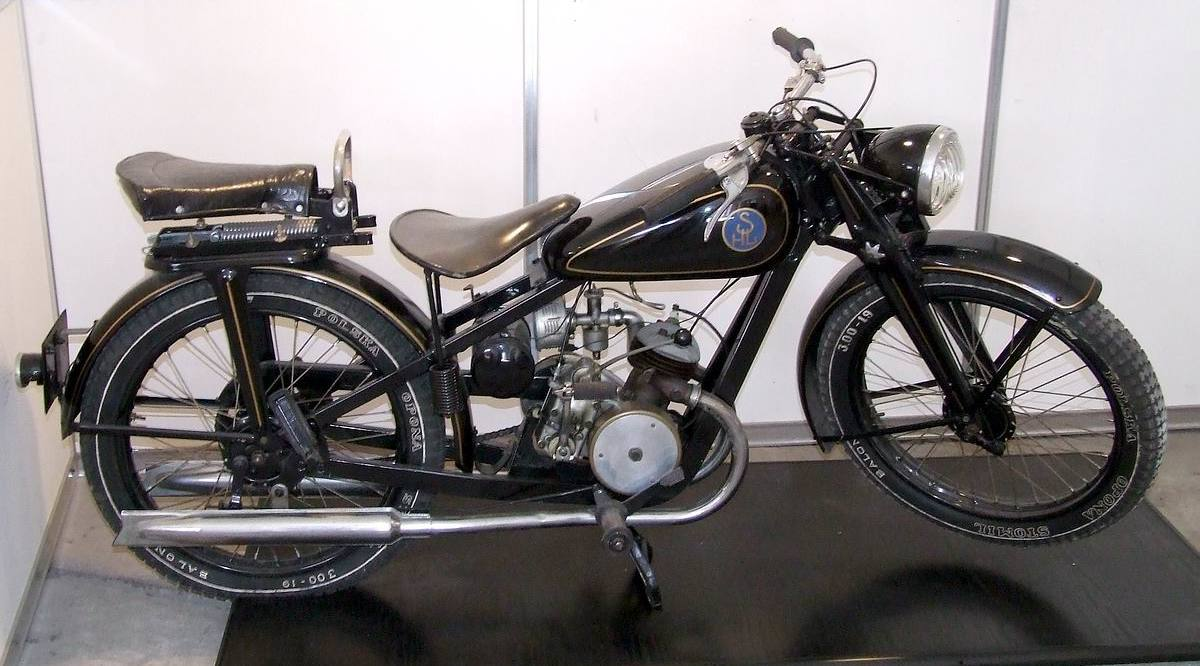
Une SHL 98, au Musée de la Technologie de Varsovie

SHL (Suchedniowska Huta Ludwików) est un fabricant de motos polonais.